# قانون بود

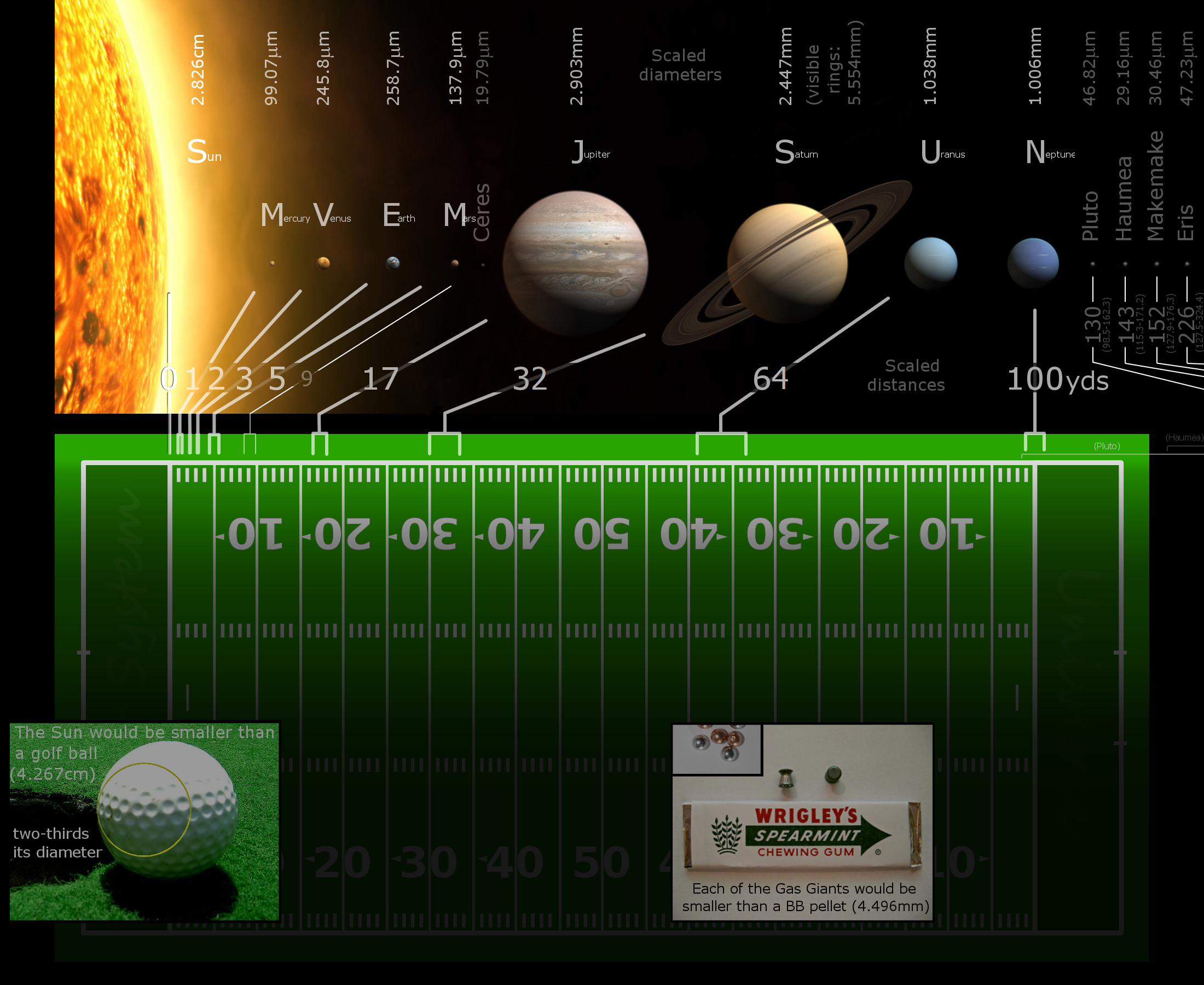
المسافة بين الكواكب مشابه لما
توقعها بود ما عدا كوكبا نبتون وبلوتو

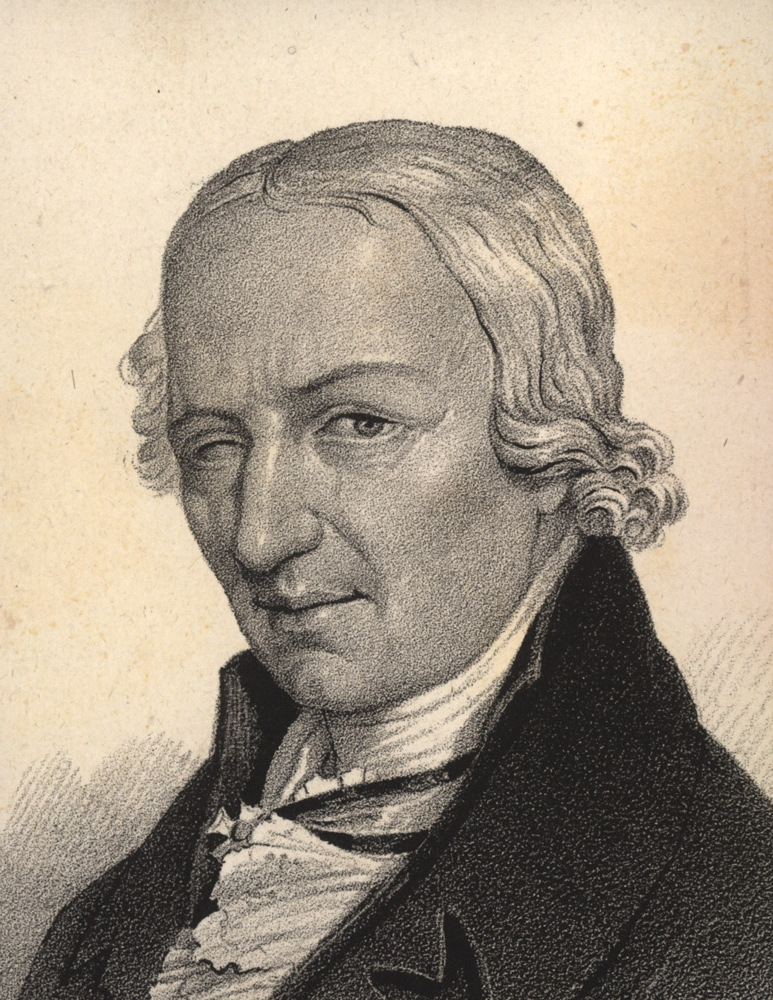
جوهان بود

من بين أكثر القوانين العلمية إنتاجاً وأعظمها عجباً، ذلك القانون الذي نشره الفلكي الألماني جوهان بود في السبعينات من القرن الثامن عشر، وقد لاحظ بود أن مسافات الكواكب المختلفة التي تبعد بها عن الشمس، تخضع لتتابع رياضي عجيب، ونشر ورقة اختار فيها للكواكب أعدادا وهي:
{0، 3، 6، 12، 24، 48، ،96، 192}، وعلى ذلك:
حمل عطارد الرقم 0، حمل الزهرة الرقم 3، والأرض 6، والمريخ 12 وهكذا ... بحيث أن كل عدد هو ضعف العدد الذي سبقه.
وعندما أُضيف العدد 4 إلى عدد من هذه الأعداد، ثم قُسم حاصل الجمع على عشرة، أمكن الحصول إلى حد بعيد أرقام تساوي أبعاد الكواكب عن الشمس مقدرة بالوحدة الفلكية.
والشيء الوحيد الذي كان اُعتبر خطأً في قانون بود، هو عدم وجود كواكب في موضعي 24 و192 ولكن عندما راح الفلكيون يبحثون في الموضع 24 اكتشفوا الكويكبات، وأورانوس الذي اُكتشف عام 1781 يقع في الموضع 192، ويكاد يتفق تماماً مع حسابات بود.
ولا يخالف هذه القاعدة سوى أبعد الكواكب بلوتو ونبتون.
واليوم لا يأخذ معظم الفلكيون بقانون بود، ويعتبرونه مجرد صدفه، ومع ذلك يبقى هذا القانون كأعجوبة، ومن أكثر القوانين غرابة.
| الكوكب    | المسافة كما توقعها بود | المسافة الفعلية |
| --------- | ---------------------- | --------------- |
| عطارد     | 0,40                   | 0,39            |
| الزهرة    | 0,70                   | 0,72            |
| الأرض     | 1,00                   | 1,00            |
| المريخ    | 1,60                   | 1,52            |
| الكويكبات | 2,80                   | 2,65            |
| المشتري   | 5,20                   | 5,20            |
| زحل       | 10,00                  | 9,50            |
| أورانوس   | 19,60                  | 19,20           |
| نبتون     | 38,80                  | 30,10           |
| بلوتو     | 77,2                   | 39,50           |

- المسافات تُقاس بالوحدة الفلكية.[1][2][3]
- نلاحظ تقارب النتائج بين المسافات التي توقعها بود والمسافات الفعلية في معظم الحلات حتى أنه تطابق في حالة المشتري، بينما تباعدت النتائج في حالة بلوتو ونبتون.